# Panopa
Panopa — рід сцинкоподібних ящірок родини сцинкових (Scincidae). Представники цього роду мешкають в Бразилії і Венесуелі.

## Види
Рід Panopa нараховує 2 види:
- Panopa carvalhoi (Rebouças-Spieker & Vanzolini, 1990)
- Panopa croizati (Horton, 1973)

## Етимологія
Наукова назва роду Panopa походить від сполучення слів дав.-гр. πας — все і λοπας — тарілка. 